# NGC 5405
NGC 5405 في الفهرس العام الجديد، هي مجرة، تقع في كوكبة العواء. اكتشفت في 3 مارس 1883 بواسطة إرنست هارتفيغ.

## روابط خارجية
- NGC 5405 على موقع ويكي سكاي: DSS2, SDSS, GALEX, IRAS, Hydrogen α, X-Ray, Astrophoto, Sky Map, Articles and images